# Allan Shields
Pour les articles homonymes, voir Shields.
Allan Shields (né le 10 mai 1907 à Ottawa au Canada — 24 septembre 1975) est un ancien joueur professionnel canadien de hockey sur glace qui évoluait au poste de défenseur.

## Biographie
Il débute comme joueur professionnel en 1927 avec les Sénateurs d'Ottawa dans la LNH. Après avoir joué pour plusieurs clubs successifs, il remporte la Coupe Stanley en 1935. Il joue son dernier match dans la LNH en 1937 avant de rejoindre l'IAHL qui devient plus tard la Ligue américaine de hockey. Au cours de la saison 1941-1942, il devient entraîneur-joueur des Lions de Washington en remplacement de Ivan « Ching » Johnson
Il termine sa carrière de joueur avec les Arnprior de la Royal Canadian Air Force pendant deux saisons. Après sa retraite en 1944, il devient arbitre au sein de la LAH entre 1946 et 1948 puis raccroche définitivement les patins.

## Statistiques
| Saison     | Équipe                  | Ligue       |     | Saison régulière | Saison régulière | Saison régulière | Saison régulière | Saison régulière |   | Séries éliminatoires | Séries éliminatoires | Séries éliminatoires | Séries éliminatoires | Séries éliminatoires |
| Saison     | Équipe                  | Ligue       | PJ  | B                | A                | Pts              | Pun              | PJ               | B | A                    | Pts                  | Pun                  |                      |                      |
| 1927-1928  | Montagnards d'Ottawa    | OCHL        | 15  | 6                | 0                | 6                |                  | 4                | 0 | 0                    | 0                    | 0                    |                      |                      |
| 1927-1928  | Montagnards d'Ottawa    | Coupe Allan | 2   | 0                | 0                | 0                | 0                |                  |   |                      |                      |                      |                      |                      |
| 1927-1928  | Eagles de New Haven     | Can-Am      | 5   | 0                | 0                | 0                | 0                |                  |   |                      |                      |                      |                      |                      |
| 1927-1928  | Sénateurs d'Ottawa      | LNH         | 7   | 0                | 1                | 1                | 2                | 2                | 0 | 0                    | 0                    | 0                    |                      |                      |
| 1928-1929  | Sénateurs d'Ottawa      | LNH         | 42  | 0                | 1                | 1                | 10               |                  |   |                      |                      |                      |                      |                      |
| 1928-1929  | Flyers de Saint-Louis   | AHA         | 6   | 1                | 1                | 2                | 2                |                  |   |                      |                      |                      |                      |                      |
| 1929-1930  | Sénateurs d'Ottawa      | LNH         | 44  | 6                | 3                | 9                | 32               | 2                | 0 | 0                    | 0                    | 0                    |                      |                      |
| 1930-1931  | Quakers de Philadelphie | LNH         | 43  | 7                | 3                | 10               | 98               |                  |   |                      |                      |                      |                      |                      |
| 1931-1932  | Americans de New York   | LNH         | 48  | 4                | 1                | 5                | 45               |                  |   |                      |                      |                      |                      |                      |
| 1932-1933  | Sénateurs d'Ottawa      | LNH         | 48  | 7                | 4                | 11               | 119              |                  |   |                      |                      |                      |                      |                      |
| 1933-1934  | Sénateurs d'Ottawa      | LNH         | 47  | 4                | 7                | 11               | 44               |                  |   |                      |                      |                      |                      |                      |
| 1934-1935  | Maroons de Montréal     | LNH         | 42  | 4                | 8                | 12               | 45               | 7                | 0 | 1                    | 1                    | 6                    |                      |                      |
| 1935-1936  | Maroons de Montréal     | LNH         | 45  | 2                | 7                | 9                | 81               | 3                | 0 | 0                    | 0                    | 6                    |                      |                      |
| 1936-1937  | Americans de New York   | LNH         | 27  | 3                | 0                | 3                | 79               |                  |   |                      |                      |                      |                      |                      |
| 1936-1937  | Bruins de Boston        | LNH         | 18  | 0                | 4                | 4                | 15               | 3                | 0 | 0                    | 0                    | 2                    |                      |                      |
| 1936-1937  | Maroons de Montréal     | LNH         | 48  | 5                | 7                | 12               | 67               |                  |   |                      |                      |                      |                      |                      |
| 1938-1939  | Eagles de New Haven     | IAHL        | 25  | 2                | 2                | 4                | 17               |                  |   |                      |                      |                      |                      |                      |
| 1939-1940  | Eagles de New Haven     | IAHL        | 45  | 5                | 9                | 14               | 26               | 3                | 0 | 2                    | 2                    | 2                    |                      |                      |
| 1940-1941  | Eagles de New Haven     | LAH         | 48  | 9                | 16               | 25               | 59               | 2                | 0 | 0                    | 0                    | 2                    |                      |                      |
| 1940-1941  | Bisons de Buffalo       | LAH         | 3   | 0                | 0                | 0                | 0                |                  |   |                      |                      |                      |                      |                      |
| 1941-1942  | Lions de Washington     | LAH         | 51  | 3                | 10               | 13               | 24               | 2                | 0 | 0                    | 0                    | 0                    |                      |                      |
| 1942-1943  | Arnprior RCAF           | OVHL        | 8   | 4                | 6                | 10               | 16               | 2                | 0 | 1                    | 1                    | 4                    |                      |                      |
| 1943-1944  | Arnprior RCAF           | OVHL        | 5   | 1                | 3                | 4                | 6                |                  |   |                      |                      |                      |                      |                      |
| Totaux LNH | Totaux LNH              | Totaux LNH  | 459 | 42               | 46               | 88               | 637              | 17               | 0 | 1                    | 1                    | 14                   |                      |                      |